# 皇甫和
皇甫和，字长谐，安定郡朝那县人，東魏、北齐政治人物。
皇甫和是皇甫徽之子，母亲夏侯氏。十一岁父亲去世，母亲夏侯氏将他养育长大，亲授经书。长大后，通晓礼仪，宗亲吉凶，多相谘访。東魏时与弟弟皇甫亮、裴让之、裴諏之在洛下知名。武定末年，担任司空司馬，在济阴郡太守任上去世。其子皇甫聿道。